# Tropidia polystachya
Tropidia polystachya är en orkidéart som först beskrevs av Olof Swartz, och fick sitt nu gällande namn av Oakes Ames. Tropidia polystachya ingår i släktet Tropidia och familjen orkidéer. Inga underarter finns listade i Catalogue of Life.